# A ty, czego chcesz?
„A ty, czego chcesz?” – pierwszy singel Kasi Kowalskiej promująca jej ósmy album Antepenultimate (z 2008 roku).

## Listy przebojów
| Notowania                                                                                           | pozycja |
| --------------------------------------------------------------------------------------------------- | ------- |
| Poplista – RMF FM, notowania 1783 z 20 listopada, 1786 z 25 listopada i 1797 z 10 grudnia 2008 roku | 1       |
| Szczecińska Lista Przebojów, notowanie 911 z 4 listopada 2008 r.                                    | 6       |
| Lista przebojów Radia Zachód, notowanie 261 z 29 listopada 2008 r.                                  | 1       |